# Riabilitazione visiva
La riabilitazione visiva è un campo dell'oftalmologia che si occupa del miglioramento delle capacità visive. In linea di massima vengono trattati gli ipovedenti ossia coloro che hanno una visione inferiore ai tre decimi e/ chi ha subito gravi danni al campo visivo. Prevede varie figure professionali che, idealmente, devono lavorare in équipe: il medico oculista, l'ortottista, lo psicologo, ecc.
Innanzitutto occorre stabilire, mediante esami strumentali, il residuo perimetrico e l'acuità visiva del paziente. Le patologie oculari causa di ipovisione possono essere molte: il distacco di retina, il glaucoma, la degenerazione maculare senile (AMD), la maculopatia miopica, l'edema maculare diabietico, il nistagmo, patologie degenerative corneali, degenerazioni tapeto-retiniche, patologie degenerative a carattere ereditario...
La riabilitazione visiva si occupa di stimolare l'area retinica residua (quella ancora sana), ad esempio mediante l'impiego d'impulsi luminosi; inoltre cerca di trovare ausili atti a migliorare l'autonomia dell'ipovedente. La riabilitazione prevede, tra l'altro, l'impiego di sistemi ingrandenti e di altri dispositivi: ha come obiettivo quello di consentire la lettura, la scrittura e, più in generale, una migliore qualità della vita del paziente ipovedente (tra cui l'utilizzo del computer). Si occupa, inoltre, della rieducazione ad attività visive che non si è più in grado di svolgere, di miglioramento dei movimenti oculari e della coordinazione oculo-manuale.

## Classificazione dell'ipovisione
I soggetti che possono sottoporsi a riabilitazione possono essere ipovedenti gravi, medio-gravi o lievi. In sintesi la legge prevede la seguente distinzione:
- Gli ipovedenti gravi sono:

a) coloro che hanno un residuo visivo non superiore a 1/10 in entrambi gli occhi o nell'occhio migliore, anche con eventuale correzione.
b) coloro il cui residuo perimetrico binoculare è inferiore al 30%.
- Gli ipovedenti medio-gravi sono:

a) coloro che hanno un residuo visivo non superiore a 2/10 in entrambi gli occhi o nell'occhio migliore, anche con eventuale correzione.
b) coloro il cui residuo perimetrico binoculare è inferiore al 50%.
- Gli ipovedenti lievi sono:

a) coloro che hanno un residuo visivo non superiore a 3/10 in entrambi gli occhi o nell'occhio migliore, anche con eventuale correzione.
b) coloro il cui residuo perimetrico binoculare è inferiore al 60%.

## Normativa italiana
La prima legge che ha introdotto in Italia il concetto di prevenzione della cecità e ha formalizzato la riabilitazione visiva degli ipovedenti è la n. 284 del 28 agosto 1997, che ha appunto istituito i Centri di Riabilitazione Visiva.